# Sportwagen-Weltmeisterschaft 1983

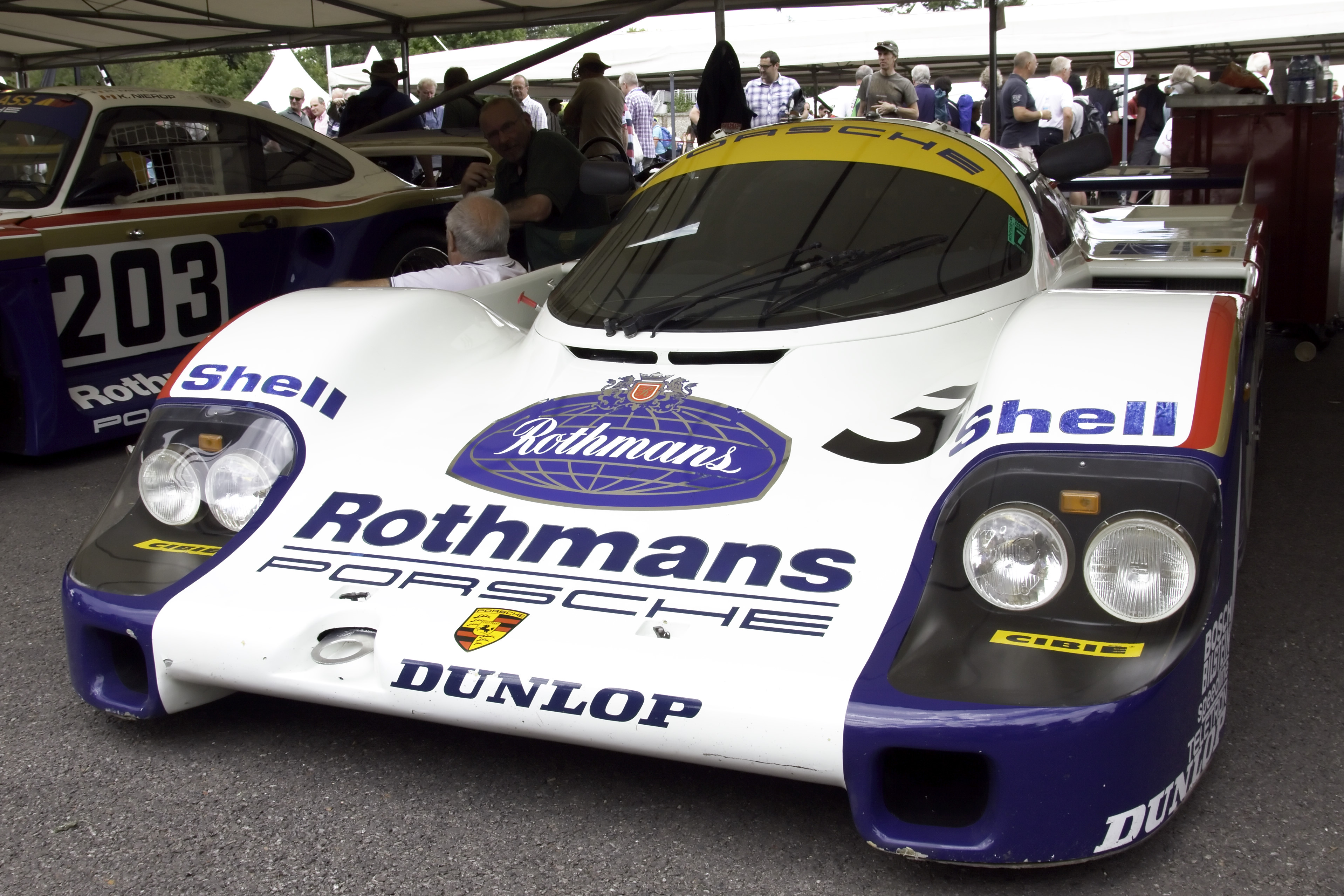
Das bestimmende Rennwagenmodell der Saison, der Werks-Porsche 956

Die Sportwagen-Weltmeisterschaft 1983 war die 31. Saison dieser Meisterschaft. Sie begann am 10. April und endete am 10. Dezember.

## Meisterschaft
Das Jahr 1983 hatte ein alles bestimmendes Rennwagenmodell: den Porsche 956. In diesem Jahr wurden zwölf 956 an Privatteams ausgeliefert, die sich durch die fortlaufenden Fahrgestellnummern ab 956-101 von den Werksautos ab 956-001 unterschieden. Nachdem die Ford C100 nicht auf die Rennbahnen zurückkehrten, erwies sich der Lancia LC2, der nun auch den Gruppe-C-Regeln entsprach, als einziger nennenswerter Gegner, mit Platz zwei beim Saisonabschluss kurz vor Weihnachten in Kyalami. Ansonsten gingen immer mindestens die ersten vier Plätze an Porsche 956, die die Weltmeisterschaftsrennen unter sich ausmachten.
Stefan Bellof umrundete zudem 1983 mit dem Werks-956 beim Training zum 1000-km-Rennen auf dem Nürburgring die Nordschleife als erster Mensch mit einer Durchschnittsgeschwindigkeit von über 200 km/h. Im Rennen allerdings hob sein 956 auf dem großen Sprunghügel beim Pflanzgarten ab und überschlug sich. Der Fahrer blieb dabei unverletzt. In Le Mans hätten Porsche 956 die ersten zehn Plätze belegt, wenn nicht ein Sauber C7 mit dem neunten Gesamtrang in die Phalanx gefahren wäre.
Nachdem Porsche alle sieben Wertungsläufe gewonnen hatte, war der erneute Gesamtsieg in der Marken-Weltmeisterschaft keine Überraschung. Bei den Fahrern konnte Jacky Ickx seinen Vorjahressieg wiederholen. Er gewann die Weltmeisterschaft mit drei Punkten Vorsprung auf seinen Teamkollegen Derek Bell.

## Rennkalender
| Nr. | Datum          | Rennname / Rennstrecke                                              | Team                         | Gesamtsieger                            | Fahrzeug    | Meisterschaft     |
| --- | -------------- | ------------------------------------------------------------------- | ---------------------------- | --------------------------------------- | ----------- | ----------------- |
| 1   | 10. April      | 1000-km-Rennen von Monza (Autodromo Nazionale di Monza)             | Joest Racing                 | Bob Wollek Thierry Boutsen              | Porsche 956 | Marken und Fahrer |
| 2   | 8. Mai         | 1000-km-Rennen von Silverstone (Silverstone Circuit)                | Rothmans Porsche             | Derek Bell Stefan Bellof                | Porsche 956 | Marken und Fahrer |
| 3   | 29. Mai        | 1000-km-Rennen auf dem Nürburgring (Nürburgring)                    | Porsche Racing International | Jochen Mass Jacky Ickx                  | Porsche 956 | Marken und Fahrer |
| 4   | 18. – 19. Juni | 24-Stunden-Rennen von Le Mans (Circuit des 24 Heures)               | Rothmans Porsche             | Vern Schuppan Hurley Haywood Al Holbert | Porsche 956 | Marken und Fahrer |
| 5   | 4. September   | 1000-km-Rennen von Spa-Francorchamps (Circuit de Spa-Francorchamps) | Rothmans Porsche             | Jochen Mass Jacky Ickx                  | Porsche 956 | Marken und Fahrer |
| 6   | 2. Oktober     | 1000-km-Rennen von Fuji (Fuji Speedway)                             | Rothmans Porsche             | Derek Bell Stefan Bellof                | Porsche 956 | Marken und Fahrer |
| 7   | 10. Dezember   | 1000-km-Rennen von Kyalami (Kyalami Grand Prix Circuit)             | Rothmans Porsche             | Derek Bell Stefan Bellof                | Porsche 956 | Marken und Fahrer |

## Meisterschaft der Konstrukteure

### Langstrecken-Weltmeisterschaft-Gesamtwertung
| Position | Konstrukteur | 1  | 2  | 3  | 4  | 5  | 6    | 7    | Gesamt |
| -------- | ------------ | -- | -- | -- | -- | -- | ---- | ---- | ------ |
| 1        | Porsche      | 20 | 20 | 20 | 20 | 20 | (20) | (20) | 100    |
| 2        | Lancia       | 3  |    | 8  |    | 6  |      | 15   | 32     |
| 3=       | Nimrod       |    | 4  |    |    |    |      |      | 4      |
| 3=       | March        |    |    |    |    |    | 4    |      | 4      |
| 5        | Sauber       |    |    |    | 2  |    | 1    |      | 3      |
| 6        | Dome         |    |    |    |    |    | 2    |      | 2      |
| 7        | URD          |    |    |    |    | 1  |      |      | 1      |

### Klasse-C-Junior-Gesamtwertung
| Position | Konstrukteur | 1 | 2  | 3  | 4  | 5  | 6  | 7  | Gesamt |
| -------- | ------------ | - | -- | -- | -- | -- | -- | -- | ------ |
| 1        | Alba         |   | 20 | 20 |    |    | 15 | 20 | 75     |
| 2=       | Mazda        |   |    |    | 20 |    |    |    | 20     |
| 2=       | March        |   |    |    |    |    | 20 |    | 20     |
| 2=       | Harrier      |   |    |    |    | 20 |    |    | 20     |

### Klasse-B-Gesamtwertung
| Position | Konstrukteur | 1  | 2  | 3  | 4  | 5  | 6 | 7  | Gesamt |
| -------- | ------------ | -- | -- | -- | -- | -- | - | -- | ------ |
| 1        | Porsche      | 12 | 12 | 20 | 20 | 15 |   | 15 | 82     |
| 2        | BMW          | 20 | 20 |    |    | 20 |   | 20 | 80     |
| 3        | Ford         |    |    | 12 |    |    |   |    | 12     |

## Fahrer-Weltmeisterschaft

### Gesamtwertung
In dieser Tabelle werden die ersten 20 Positionen der Weltmeisterschaft erfasst. Die Punktevergabe erfolgte in der Reihenfolge: 20-15-12-10-8-6-4-3-2-1.
| Position | Fahrer               | Konstrukteur     | 1  | 2  | 3  | 4  | 5  | 6  | 7  | Gesamt |
| -------- | -------------------- | ---------------- | -- | -- | -- | -- | -- | -- | -- | ------ |
| 1        | Jacky Ickx           | Porsche          | 15 |    | 20 | 15 | 20 | 15 | 12 | 97     |
| 2        | Derek Bell           | Porsche          | 4  | 20 |    | 15 | 15 | 20 | 20 | 94     |
| 3        | Jochen Mass          | Porsche          | 15 |    | 20 |    | 20 | 15 | 12 | 82     |
| 4        | Stefan Bellof        | Porsche          |    | 20 |    |    | 15 | 20 | 20 | 75     |
| 5        | Bob Wollek           | Porsche          | 20 | 15 | 15 | 6  |    | 8  | 10 | 64     |
| 6        | Thierry Boutsen      | Porsche, Rondeau | 20 | 12 |    |    | 2  | 10 |    | 44     |
| 7        | Jan Lammers          | Porsche          | 6  | 12 | 12 |    | 3  | 2  | 8  | 43     |
| 8=       | Axel Plankenhorn     | Porsche          | 10 | 10 | 10 | 4  | 8  |    |    | 42     |
| 8=       | Jürgen Lässig        | Porsche          |    | 10 | 10 | 10 | 4  | 8  |    | 42     |
| 10       | Vern Schuppan        | Porsche          |    | 8  |    | 20 |    | 12 |    | 40     |
| 11       | John Fitzpatrick     | Porsche          | 8  | 3  | 6  | 8  | 12 |    |    | 37     |
| 12       | Stefan Johansson     | Porsche          |    | 15 | 15 | 6  |    |    |    | 36     |
| 13       | Hans Heyer           | Porsche, Lancia  | 12 |    | 10 |    |    | 8  |    | 30     |
| 14       | David Hobbs          | Porsche          | 8  | 3  | 6  |    | 12 |    |    | 29     |
| 15       | Clemens Schickentanz | Porsche          | 12 |    |    | 10 |    | 6  |    | 28     |
| 16       | Al Holbert           | Porsche          | 4  |    |    | 20 |    |    |    | 24     |
| 17       | Jonathan Palmer      | Porsche          |    |    | 12 | 3  |    |    | 8  | 23     |
| 18       | Riccardo Patrese     | Lancia           | 2  |    |    |    | 4  |    | 15 | 21     |
| 19=      | Harald Grohs         | Porsche, Sehcar  |    | 10 |    |    | 10 |    |    | 20     |
| 19=      | Hurley Haywood       | Porsche          |    |    |    | 20 |    |    |    | 20     |